# Kātrās
Kātrās är en ort i Indien.   Den ligger i distriktet Dhanbad och delstaten Jharkhand, i den östra delen av landet, 1 100 km sydost om huvudstaden New Delhi. Kātrās ligger 199 meter över havet och antalet invånare är 57 349.
Terrängen runt Kātrās är platt. Runt Kātrās är det mycket tätbefolkat, med 3 623 invånare per kvadratkilometer. Närmaste större samhälle är Dhanbad, 14,7 km öster om Kātrās. I omgivningarna runt Kātrās växer huvudsakligen savannskog.